# Warlubie
Warlubie is een plaats in het Poolse district  Świecki, woiwodschap Koejavië-Pommeren. De plaats maakt deel uit van de gemeente Warlubie en telt 2100 inwoners.

## Verkeer en vervoer
- Station Warlubie